# Диэтанолнитраминдинитрат
Диэтанолнитраминдинитрат (динитрат N,N-диэтанолнитрамина, ДИНА) — взрывчатое вещество, группы органических нитратов и нитраминов. Впервые получен в 1942 году.

## Получение
Нитрование диэтаноламина азотной кислотой в уксусной кислоте в присутствии хлоридов.

## Физические свойства
Бесцветные кристаллы, нерастворимые в воде, растворимые в бензоле, ацетоне и спиртах.

## Химические свойства
Разлагается концентрированной серной кислотой.

## Взрывчатые свойства
Применяется как компонент баллиститных порохов и смесевых ракетных топлив.
Скорость детонации 7780 м/с (при плотности 1,6 г/см3). Теплота взрыва 1284 ккал/кг.